# آنتون زنسوز
آنتون زنسوز (انگلیسی: Anton Zensus؛ زادهٔ ۱ فوریهٔ ۱۹۵۸) دانشمند در زمینه اخترفیزیک و اخترشناسی رادیویی اهل آلمان و از دانش‌آموختگان دانشگاه مونستر است.